# Napoli Volley
La Napoli Volley è stata una società pallavolistica maschile di Napoli.

## Storia
Il club nacque nel 1992 acquisendo titolo sportivo, struttura organizzativa, parco giocatori e sponsor (Com Cavi Multimedia) della VBC Sparanise, militante in Serie A2, prendendo parte per la prima volta al suddetto campionato nell'edizione 1992-93. Due anni dopo ottenne la sua prima promozione in A1, riportando il capoluogo campano nel massimo campionato di pallavolo a un quarto di secolo dalla retrocessione dell'Esercito Napoli.
Retrocessa una prima volta nel 1996-97, fu reiscritta all'A1 dopo l'acquisizione dei diritti sportivi della Colmark Brescia, scomparsa nell'estate del 1997; il ritorno in A2 fu però solamente posticipato di un anno. Nel 2000 la Com Cavi, afflitta dal problema della mancanza d'impianti idonei in città, firmò una partnership con l'Indomita di Salerno e giocò la stagione 2000-01, terminata con la retrocessione in Serie B.
Ripescata per la rinuncia del Palermo Volley, concluse la sua esperienza in Serie A nella stagione del ritorno a Napoli, 2001-02. Nel 2003, dopo la seconda retrocessione consecutiva e la caduta in B2, il club partenopeo scomparve definitivamente.